# هيننينج باس
هيننينج باس (بالدنماركية: Henning Bahs)‏ (و. 1928 – 2002 م) هو كاتب سيناريو دنماركي، ولد في كوبنهاغن، بدأ مشواره المهني سنة 1960، توفي عن عمر يناهز 74 عاماً.

## وصلات خارجية
- هيننينج باس على موقع IMDb (الإنجليزية)
- هيننينج باس على موقع ألو سيني (الفرنسية)
- هيننينج باس على موقع أول موفي (الإنجليزية)
- هيننينج باس على موقع قاعدة بيانات الأفلام السويدية (السويدية)
- هيننينج باس على موقع قاعدة بيانات الفيلم (الإنجليزية)
- هيننينج باس على موقع كينوبويسك (الروسية)